# Червоное (Народичский район)
Червоное (укр. Червоне) — село на Украине, находится в Народичском районе Житомирской области.
Код КОАТУУ — 1823780802. Население по переписи 2001 года составляет 29 человек. Почтовый индекс — 11400. Телефонный код — 4140. Занимает площадь 0,233 км².

## Адрес местного совета
11430, Житомирская область, Народичский р-н, с.Болотница